# Crunchbase
Crunchbase est une plateforme d'informations commerciales sur les entreprises privées et publiques. 

## Présentation
La plateforme d'informations Crunchbase fournit des informations financières, comprenant investissements, données financières, membres fondateurs, dirigeants, fusions et acquisitions, actualités et tendances de l'industrie. Conçu à l'origine pour suivre les startups, le site Web Crunchbase contient des informations sur les entreprises publiques et privées à l'échelle mondiale. 
Crunchbase a quatre sources d'informations principales : le programme de capital-risque, l'apprentissage automatique, une équipe de données interne et la communauté Crunchbase.  
Tout le monde peut soumettre des informations au sein de Crunchbase. Celles-ci seront soumises à la validation par un modérateur avant d'être acceptées pour publication.